# Genista kolakowskyi
Genista kolakowskyi là một loài thực vật có hoa trong họ Đậu. Loài này được Sachokia miêu tả khoa học đầu tiên.